# Robert Rother (Trompeter)

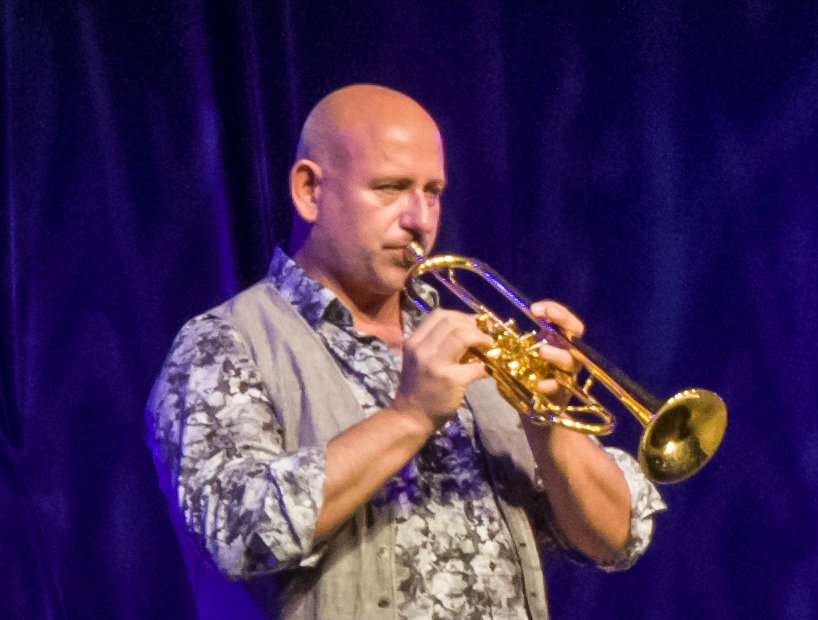
Robert Rother, 2022

Robert Rother (* 4. Dezember 1968 in Melk, Niederösterreich) ist ein österreichischer Trompeter und Blockflötist.

## Leben
Robert Rother stammt aus Melk. Seinen ersten Trompetenunterricht erhielt er im Alter von acht Jahren bei der Stadtkapelle Melk von Johann Gansch.
Er absolvierte sein Studium im Konzertfach Trompete von 1984 bis 1991 an der Musikuniversität Wien bei Josef Pomberger. Anschließend studierte er von 1991 bis 1994 Instrumentalpädagogik Trompete und später Instrumentalpädagogik Blockflöte am Joseph-Haydn-Konservatorium in Eisenstadt. Ab 1985 war er freischaffend bei mehreren Wiener Orchestern (Wiener Symphoniker, Wiener Staatsopernorchester, Radio-Symphonieorchester Wien) tätig. In der Zeit von 1990 bis 2003 war er Kapellmeister und Musiklehrer bei der Musikkapelle Mank. Seit 1996 ist er Kapellmeister des Musikvereins Lyra Wiener Neudorf. Beim Festival „AufhOHRchen“ im Jahr 1996 stieß er zur Gruppe Mnozil Brass, der er seitdem angehört.
Seit September 2008 ist Rother Leiter der Musikschule Wiener Neudorf.

## Auszeichnungen
Vom Niederösterreichischen Blasmusikverband erhielt Robert Rother 1999 die silberne und im Jahr 2002 die goldene Dirigentennadel.